# ایتان کلبرگ
ایتان کلبرگ (Etan Kohlberg) خاورشناس معاصر و شیعه‌شناس، در سال ۱۹۷۱ موفق به اخذ دکترا از دانشگاه آکسفورد شد. او استاد دانشگاه عبری اورشلیم در اورشلیم است. او مقالات متعددی در دائرةالمعارف بزرگ اسلامی دارد که عمدتاً پیرامون موضوعات شیعی است. او در سال ۲۰۰۶ بازنشسته شد.

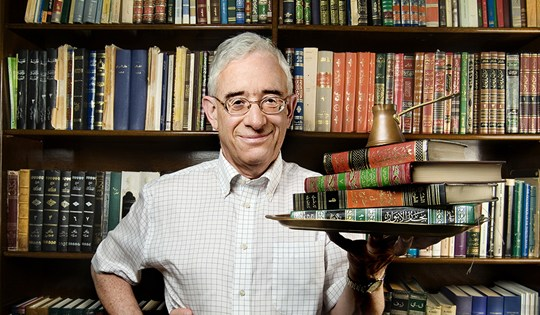
نگارهٔ اتان کولبرگ، دین‌پژوه اهل اسرائیل - ۲۰۰۸

## زندگی‌نامه
در کودکی به موسیقی و پیانو علاقه داشت و به مدرسه فنون و موسیقی نیویورک رفت .در دوره متوسطه به مطالعه زبان‌های عربی و انگلیسی علاقمند شد. پس از اتمام خدمت سربازی وارد دانشگاه عبری اورشلیم شد و در سال‌های ۱۹۶۶ و ۱۹۶۸ به ترتیب درجه کارشناسی و کارشناسی ارشد خود را با رتبه عالی اخذ کرد. سپس به اکسفورد رفت و در ۱۹۷۱ درجه دکتری را از این دانشگاه کسب کرد. موضوع رساله دکترای کولبرگ جایگاه صحابه نزد شیعیان دوازده امامی بود که آن را تحت نظر ساموئل استرن و ریچارد والزر نوشت. از ۱۹۷۲ به عنوان مدرس در گروه مطالعات زبان عربی دانشگاه عبری اورشلیم مشغول به کار شد و پس از طی کردن دوران دانشیاری و استادی در ۱۹۹۱ به سمت استاد تمامی منصوب شد. زمینه‌های مطالعاتی و درسی او شامل تفسیر قرآن، متون عرفانی، ادبیات شیعی قدیم، شهادت در اسلام در قرون وسطی و بررسی نسخ خطی عربی بود. در این مدت و مابین سال‌های ۱۹۸۷ تا ۱۹۸۹ ریاست مرکز مطالعات آسیایی-آفریقایی مکس شلوسینگر بر عهده داشت. همچنین کلبرگ در دانشگاه‌های یل، پریسنتون و موسسه مطالعات پیشرفته دانشگاه عبری اورشلیم به عنوان استاد میهمان حضور داشته است. او در سال ۱۹۹۳ به عضویت آکادمی ملی علوم اسرائیل در آمد و در از ۲۰۰۱ تا ۲۰۰۷ به نمایندگی از آکادمی در کمیته دائمی علوم انسانی بنیاد علمی اروپا حاضر بود.

## تحقیقات و مقالات
کولبرگ تحقیقات و مقالات زیادی در باب تاریخ فکری و عقیدتی فرق اسلامی دارد اما عمده تمرکز او بر روی مذهب شیعه است. نوشته‌هایش در سالهای آغازین بیشتر درباره عرفان و تصوف اسلامی بود و کم کم به سوی تاریخ و عقاید تشییع بخصوص در قرون وسطی امتداد پیدا کرد.
از جمله مقالات او مبحث شهادت در تشیع است که در آن به بررسی مفهوم شهادت ، اجر آخروی شهید و درجات آن و نیز تفاوت میان شهادت و کشته شدن انتحاری که از نقطه نظر شیعه محکوم است، می‌پردازد.
سایر مقالات کلبرگ مرتبط با شیعه دوازده امامی عبارتند از : تفسیر اصطلاح “رافضی” که برای وهن مسلمانان شیعه به کار می‌رود، تقیه و حفظ جان مومنین و دلایل رد و تائید آن، تعریف و تفسیر اصطلاح “محدث” و نسبت آن با ائمه شیعی، رجعت و حکمرانی صالحان بر زمین در زمان قیام مهدی(عج)، تولی و تبری به عنوان یکی از ارکان فروع دین، بررسی لغت ” ابوتراب” کنیه امام اول شیعیان و دیدگاه‌ اهل سنت نسبت به آن، ریشه یابی تاریخی امامت و ائمه دوازده‌گانه، مفهوم جهاد در فقه شیعه و تفاوت آن با فقه اهل سنت، نظرات فقهی مختلف شیعه پیرامون فرزند حاصل از روابط نامشروع، جایگاه سایر فرق اسلامی از دیدگاه شیعه.
علاوه بر اینها کولبرگ مقالات زیادی با توجه به احادیث شیعی ارائه داده است و از میان بیش از ۴۰۰ کتب با تمرکز بروی بیست کتاب مشهور حدیث، مساله  اصلی مورد اختلاف میان اهل تسنن و شیعه در مورد جانشینی پیامبر و جایگاه امام اول شیعیان و صحابه را مورد بررسی قرار داده است. در این مقالات ازروایات راویان حدیث معتبر شیعه بخصوص سید ابن طاووس استفاده کرده و حاصل کار کتابخانه ابن طاووس است.
کولبرگ زندگی‌نامه بیش از ۳۰ تن از علمای شیعه را به رشته تحریر درآورده است که بسیاری از آن‌ها در دایره‌المعارف اسلامی (جلد دوم) و دانشنامه ایران آمده است. همچنین دو مقاله را به تفسیر و قرائت قرآن از  نظر شیعی و با توجه به کتاب “کتاب القراءات” احمد ابن محمد السیاری و یک مقاله به چگونگی مرگ پیامبر اسلام از دیگاه محققان غربی اختصاص داده است. برخی از آثار کلبرگ به عربی ، فارسی و ترکی برگردان شده است.

## آثار مهم او
کتاب آداب صوفیه و عیوب نفس و علاج آن
بررسی علمی دو کتاب در تصوف تألیف ابی عبدالرحمن السلمی (325-412ق/936-1021م). کتاب اول به احکام رفتاری می پردازد که صوفی صالح باید نسبت به خدا و نسبت به خود و نسبت به صوفیان خود رعایت کند و در کتاب دوم به عیوب نفس به عنوان منشأ امیال و انحراف می پردازد. و راه های رفع آنها را ارائه می دهد. کولبرگ در بررسی این دو کتاب به تعدادی نسخه خطی تکیه کرد و تحقیق خود را با مقدمه ای به زبان انگلیسی منتشر کرد که در آن از زندگی نویسنده و تأثیرات او و جایگاه او در ادبیات صوفیانه قرون وسطی صحبت کرد. این کتاب در سال ۱۹۷۶ در اورشلیم منتشر شد و در سال ۱۹۸۱ در قاهره و سپس در سال ۱۹۹۰ در تهران با ترجمه مقدمه محقق به فارسی تجدید چاپ شد.
عقاید و شریعت شیعیان امامیه
مجموعه مقالاتی است که بیشتر تحقیقات کولبرگ از سال۱۹۷۵ تا ۱۹۸۸ م را شامل می شود. 
ابن طاووس و نوشته‌های او
زندگانی و تألیفات عالم شیعه رضی الدین علی بن موسی بن جعفر بن طاووس معروف به  ابن طاووس (1193-1266) که در عصر حمله مغول در عراق می زیست. بخش اول کتاب به زندگی ابن طاووس، نوشته های او، شیوه نگارش و کتابخانه او می پردازد، این کتاب ها در کتابخانه خصوصی ابن طاووس موجود بود و به موضوعات مختلفی از جمله: احادیث شیعه و سنی پرداخته است. دعا، تفسیر قرآن، فضایل انبیا و ائمه، فقه، تاریخ، ادبیات، نحو، نجوم، نجوم، نسب و غیره. که یک سوم از این کتاب ها گم شده بود و به دست نرسید و محققین حتی از وجود برخی از آنها اصلاً اطلاعی نداشتند. از یک سو نگاهی نادر به دنیای فکری یک محقق مسلمان قرون وسطی به ما می دهد و از سوی دیگر اطلاعات گرانقدری راجع به تاریخ ادبیات شیعه در قرون وسطی بدست میدهد. این کتاب به فارسی ترجمه و در سال ۱۳۷۲ در قم نیز منتشر شد.
مکاشفه و تحریف: کتاب التنزیل و التحریف السیاری
کولبرگ این کتاب را با همکاری محمدعلی امیر معزی از سوربن و مؤسسه ملی زبان‌ها و تمدن‌های شرقی در پاریس ویرایش کرده است. بخش اول، نسخه علمی تایید شده کتاب التنزیل و التحریف نوشته عالم شیعه ابوعبدالله احمد بن محمد السیاری، که در قرن نهم میلادی می زیسته است، و در این کتاب به قرائت های مختلف از قرآن می پردازد. و این موضوع در ادبیات شیعه از اهمیت بالایی برخوردار است، زیرا برخی از علمای قدیم شیعه می‌گفتند که متن قرآن توسط دشمنان علی به ضرر او تغییر یافته است ، این نظر امروزه دیگر مورد قبول اکثر شیعیان نیست. کتاب که مشتمل بر 725 حدیث منسوب به ائمه شیعه است، یکی از مهم ترین متون قدیمی شیعه است که به دست ما رسیده است و شامل نمونه های فراوانی از قرائت های مختلف قرآنی است که برخی از آنها در سایر منابع اسلامی شناخته شده نبوده است. قرائت های مختلف در فهم مراحل شکل گیری متن قرآن از اهمیت بالایی برخوردار است. این نسخه بر اساس چهار نسخه خطی و بر اساس منابع مختلف دیگر تهیه شده است. بخش دوم کتاب به زبان انگلیسی است و محققین آن را با مقدمه ای آغاز کرده اند که به دو موضوع اصلی می پردازد:
۱. مسائل تاریخی مربوط به مجموعه قرآن و ادعای تحریف آن. 
۲. تاریخ زندگی السیاری و کتاب او در مورد قرائت های مختلف و نظرات ایتان کولبرگ بخش اعظم بخش انگلیسی را تشکیل می دهد. 

## فهرست آثار
* Revelation and Falsification: The Kitab al-qira'at of Ahmad  2009
* Trends in Early Imami Shi`i exegetical literature and the  2007
* Classical and South Asian Islam: Essays in Honour of Yohanan  2007
* Revelation et falsification. Introduction a l'edition du  2005
* Vision and the Imams. In:  2003
* Martyrs and martyrdom in Classical Islam. In:  2002
* In praise of the few. In:  2000
* Early attestations of the term "Ithna-'ashariyya."  2000
* Western accounts of the death of the Prophet Muhammad. In:  2000
* "Mot qdoshim ve haqrava `azmit ba'islam ha qlasi."  1998
* Medieval Muslim views on martyrdom. In:  1997
* Taqiyya in Shi`a theology and religion.  1995
* Shahid.  1995
* Authoritative scriptures in early Imami Shi`ism.  1994
* A Medieval Muslim Scholar at Work: Ibn Tawus and His  1992
* `Ali b. Musa ibn Tawus and his polemic against Sunnism.  1992
* Belief and Law in Imami Shi`ism. Aldershot, Variorum  1991
* A Melkite physician in Frankish Jerusalem and Ayyubid Damascus:  1988
* Imam and community in the pre- Ghayba period.  1988
* Aspects of Akhbari thought in the seventeenth and eighteenth  1987
* Al-Usul al-arba'umi`a.  1987
* Western studies of Shi`a Islam.  1987

## افتخارات
اتان کولبرگ تاکنون در مراکز علمی مختلفی از جمله انجمن آموزشی مطالعات پیشرفته دانشگاه عبری اورشلیم و انجمن مطالعات پیشرفته دانشگاه پرینستون، کمیته مطالعه عربی آموزش و پرورش اسرائیل و کمیته آموزشی موسسه بن-زوی عضویت داشته و نیز چندین بار به عنوان استاد نمونه دانشگاه انتخاب شده است. همچنین در سال ۲۰۰۸ به پاس دستاوردهای علمی چندین ساله‌ برنده جایزه روچیلد شد.